# Les Veilles
Les Veilles (titre original en allemand : Nachtwachen) est la seule œuvre de l'écrivain romantique allemand Bonaventura, dont l'identité inconnue a donné lieu à de nombreuses suppositions (Schelling, Jean-Paul, Brentano, Klingemann, Schlegel, Hoffmann…). Publié à l'automne 1804, ce chef-d'œuvre étrange et frappant se caractérise avant tout par un nihilisme radical et un pessimisme désabusé. Représentatives du côté sombre et obscur du romantisme allemand, Les Veilles sont à rapprocher des œuvres de Büchner pour ce qui est de la pensée, mais possèdent néanmoins des similitudes étonnantes avec certains textes de Jean Paul.

## L'œuvre
Le narrateur, un veilleur de nuit ancien poète et comédien, nous livre ses réflexions, ses aventures et ses rencontres. À travers ses seize veilles (tournées nocturnes), on découvre un personnage solitaire, excentrique, misanthrope, comique et cruellement lucide. Appuyé sur l'idée baroque shakespearienne que le monde n'est qu'un théâtre où nous ne sommes que des acteurs, il se plaît à démasquer partout la folie derrière la raison, la vacuité derrière les contingences de l'existence et les fables de l'immortalité de l'âme, et se rit de la vile comédie sociale qu'il tourne en dérision tout en développant du début à la fin une philosophie d'un nihilisme exacerbé où le Néant qui triomphe toujours se dissimule derrière chaque chose : « Par cet arrêt du Temps, les fous entendent l’Éternité, mais en vérité, c'est le Néant parfait, et la mort absolue, puisqu'au contraire la vie ne naît que d'une mort ininterrompue ». L'auteur s'empare des éléments clefs du romantisme noir : cathédrale gothique, cimetière, attirance pour la mort, afin de les intégrer dans une vision du monde désespérée où les mythes et les illusions sont impitoyablement déconstruits et où toute consolation est rendue caduque. Par ailleurs le récit, hautement métaphysique, fait référence à la philosophie du Moi absolu de Johann Gottlieb Fichte (le Moi crée sa propre réalité) et témoigne d'un auteur bien au courant des actualités littéraires et scientifiques du moment par la multitude des figures et des thèmes auxquels il fait référence, que ce soit Goethe, Kotzebue ou même le docteur Gall.
La nuit des Veilles n'est pas la nuit magique et mystique des premiers romantiques allemands, elle n'est pas la « sainte, ineffable, toute mystérieuse Nuit » chantée par Novalis, mais une nuit effrayante, théâtrale et presque cauchemardesque. L'ironie est admirablement maniée : le narrateur en vient souvent à se moquer des grandes aspirations propres au romantisme auquel il se rattache pourtant, de même toute idée d'Éternité, d'Immortalité, d'Idéal ou de Progrès (l'histoire humaine y est d'ailleurs comparée à une grande « tragi-comédie ») est moquée et rejetée comme purement illusoire, et la métaphore du théâtre de marionnettes est régulièrement évoquée. Le texte touche même à la satire politique, et le narrateur y témoigne de son opposition à la Révolution française.
Les Veilles alternent entre railleries satiriques et grandes envolées lyriques. De cette manière se découvre l'ambivalence du narrateur, car sous l'apparence première d'un simple cynisme cherchant à rire de la folie des hommes, on découvre par moments une vive sensibilité qui se heurte au silence déraisonnable du Réel et au Néant qui guette sans cesse. Le veilleur nous fait ainsi part de son amour pour une actrice avec qui il joue Hamlet, où elle incarne le rôle d'Ophélie (les références à la pièce sont d'ailleurs très fréquentes). Seule à croire en l'immortalité de l'âme, elle lui fera connaître ses uniques moments de bonheur lors même qu'ils seront tous deux dans un asile de fou, échangeant des lettres poignantes dans lesquelles elle s'enthousiasme à l'idée du Moi arrachant son masque dans la mort pour rentrer dans l'éternité. De même, le récit s'achève dans un cimetière avec un long discours tragique, pathétique, où s'affirme et s'exclame avec une puissance dramatique intense le triomphe absolu et définitif du Rien.

## Les Veillesdans l'histoire littéraire
Les Veilles ne passeront pas inaperçues dans le monde littéraire allemand, puisque Jean Paul (à qui on les a également attribuées) ira jusqu'à se persuader que Schelling en était l'auteur. Néanmoins, par leur athéisme tragique, elles sont assez significatives du nihilisme et du pessimisme vers lequel le romantisme allemand devait sombrer, que ce soit avec la philosophie de Schopenhauer ou avec l'écrivain Georg Büchner. Elles vont jusqu'à préfigurer la philosophie de Nietzsche, dont l'objectif est de surmonter la mort de Dieu, et annoncent même l'angoisse de Kafka beaucoup plus tard. Le romantisme italien sera aussi très imprégné de ce pessimisme nihiliste, avec des auteurs comme Foscolo et surtout Leopardi, dont le désespoir face au néant du monde ne le cède en rien à celui de Bonaventura. Le romantisme français connaîtra des tentations semblables, avec Senancour et Vigny notamment.
Les Veilles font également intervenir plusieurs notions philosophiques comme le Moi absolu de Fichte, ou évoquent dans certains passages des idées qui seront développées par des philosophies postérieures, comme la notion de négativité dialectique chez Hegel ou celle de négation du vouloir chez Schopenhauer.